# Johann Patkul
Juan Reynaldo de Patkul (Estocolm (Suècia), 1600 - Kasimiez prop de Poznań, 10 d'octubre, 1707), fou un patriota livonià, que va néixer en una presó sueca on la seva mare acompanyava el seu pare acusat de traïció.
La joventut d'aquest personatge es poc coneguda; se sap, no obstant, que Patkul va fer els seus estudis a l'estranger i que cursà especialment la jurisprudència, trobant-se de tornada a la seva pàtria el 1680. El 1687 va ingressar a l'exèrcit de Suècia i el 1690 va ser membre de la diputació de Livònia, que va reclamar a Carles XI els drets i privilegis de la noblesa, continguts al Corpus privilegiorum de Livònia. Arribat a Estocolm el 12 d'octubre de 1690, va defensar amb molta tenacitat i eloqüència aquells privilegis, però no va aconseguir convèncer el monarca, ans al contrari, doncs aquest es va ensenyar més contra aquella nació, que va venir a ser la presa, per ordre de Carles XI, del despòtic governador general Halster.
Reunida la noblesa per protestar contra aquesta nova tirania, va enviar el 30 de maig de 1692 una sol·licitud al monarca, redactada per Paktul, en termes forts i atrevits, la que va disgustar tant al monarca suec, que va ordenar processar als signataris de la sol·licitud. Patkul, veient-se en perill, fugiu a Curlàndia, però fou condemnat en rebel·lia, a perdre la mà dreta i a la confiscació de tots els seus béns. El 1698 es va posar al servei de Polònia, afavorint el pla del seu rei August II, que es preparava per guerrejar contra Suècia; Patkul va arribar a ser el conseller íntim d'aquest rei, i així va aconseguir fàcilment que la projectada guerra contra els suecs fos un fet, esperant així alliberar a Livònia dels seus opressors. Per aconseguir millor els seus fins, va aconsellar a August II una aliança amb Dinamarca i Rússia, i, a aquest efecte, al maig de 1699 va ser enviat el patriota livonià a Copenhaguen, aconseguint allí l'adhesió de Dinamarca, i al novembre del mateix any va passar a Moscou, on va preparar l'aliança entre el rei polonès i Rússia, però a causa de la poca fermesa d'August II, va entrar Patkul, en 1701 al servei d'aquesta última potència, i en 1703 va ser enviat en qualitat de llegat rus a Varsòvia, en on va concloure a l'octubre de 1703 una aliança ofensiva i defensiva contra Carles XII de Suècia.
Declarada la guerra, va prendre Paktul en la mateixa una part molt activa, però els èxits del monarca suec van decidir al rei de Polònia a fer per separat la pau amb Suècia. No obstant això, Patkul, amb la seva habilitat diplomàtica, va tractar d'avançar-se a August II en favor de Rússia i a aquest objecte va procurar negociar ocultament un tractat de pau entre el tsar rus i Carles XII (1705), però havent estat descoberta la correspondència particular que va mantenir a tal fi, als enemics de Patkul no els va ser difícil obtenir-la pèrdua d'aquest, i pel Tractat d'Altranstädt (14 de setembre de 1706) August II de Polònia es va comprometre a lliurar a Patkul, al rei de Suècia, malgrat totes les protestes del tsar de Rússia, Pere el Gran, i Patkul va ser ajusticiat per ordre de Carles XII, morint en el suplici de la roda. Els livonians consideren a Patkul com un màrtir de la independència pàtria, i en 1713 les seves restes van ser traslladades a Varsòvia.

## Patkul, l'home
Fou Patkul, home de gran intel·ligència, molt eloqüent i erudit: a més de la seva llengua materna, posseïa amb perfecció la grega, el llatí i el francà. La seva habilitat diplomàtica i els seus coneixements jurídics no els van negar els seus propis enemics; però el seu caràcter violent i apassionat el van perjudicar alguna vegada. La correspondència que va mantenir amb el tsar de Rússia va ser publicada amb el títol J. R. von Patkuls Berichte an das zariche Kabinett zu Moskau, etc. (Berlín, 1792/97).